# Balneário Arroio do Silva
Balneário Arroio do Silva é um município brasileiro do estado de Santa Catarina. Localiza-se a uma latitude 28º59'02" sul e a uma longitude 49º24'46" oeste, estando a uma altitude de 10 metros. Sua população no Censo de 2022 era de 15 820 habitantes.
Possui uma área de 94,477 km².
Foi criado pela lei 10.055, de 29 de dezembro de 1995 desmembrando-se de Araranguá.

## Atrativos
Na alta temporada, o turismo atrai visitantes que chegam para veranear, principalmente das cidades próximas, além de turistas dos Estados Vizinhos e de outros países. Os eventos que atraem multidões são: Megareveillon, Carnarroio, Arrancada de Caminhões - a única no gênero na beira da praia, Festa do Peixe e Semana Farroupilha na baixa temporada.
Na Praia Central, onde acontece o Megarreveillon, destacam-se eventos como Triatlo e Campeonatos de Vôlei.
A praça central conta com Pubs com música ao vivo na Alta Temporada, além de diversas opções de restaurantes. Ao lado da praça, existe um Estádio de Futebol, que conta com diversos campeonatos regionais. Entre o Estádio e a praia, existe uma praça com um grande palco musical, que atende diversas bandas durante a Temporada. 
A pescaria é uma das principais atividades dos pescadores deste município de Balneário Arroio do Silva, havendo a Colônia de Pescadores Z-24 que congrega os pescadores. A cidade já possui um comércio estabelecido e tem potencial de crescimento.
No entanto, muitos residentes do Balneário Arroio do Silva, ainda trabalham em empresas de Araranguá, devido a ausência de indústrias. Assim, recém emancipado município em questão, de forma crescente, busca sua independência econômica.

## Calçadão Beira-Mar
No início da temporada de 2025, foi inaugurado na cidade o Calçadão beira-mar, que se extende por 1 (um) quilômetro, da Av. Florianópolis até a Av. Otávio Ramiro do Canto, sendo assim 500m para cada lado a partir da Praia Central.

## Transporte
A avenida Santa Catarina é uma das principais vias da cidade, e interliga várias praias, sendo quase toda asfaltada.
O município possui uma rodoviária com serviços regulares para a cidade de Araranguá , além de transporte particular por aplicativos e táxi.